# World Bowl
World Bowl byl nejdůležitějším zápasem profesionální ligy amerického fotbalu NFL Europe. Do každého World Bowlu se probojovaly dva nejlepší týmy, které hrály proti sobě. Vítěz World Bowlu  získal stříbrnou trofej ve tvaru planety Země. World Bowl byl hrán v letech 1991 až 2007 (v letech 1993-94 měla liga přerušenou činnost). První World Bowl se hrál v Londýně. Roku 1995 byla World League of American Football vrácena a viděna pouze s evropskými týmy.

## Přehled
V době, kdy byl World Bowl založen, tvořilo ligu 7 týmů ze Severní Ameriky a další 3 z Evropy. Název byl udržován i po roce 1995 i přesto, že liga byla výhradně evropská.

## Výsledky zápasů World Bowl 1991-1992 a 1995-2007
| Vítěz              | Poražený           | Výsledek | Počet diváků  |
| ------------------ | ------------------ | -------- | ------------- |
| London Monarchs    | Barcelona Dragons  | 21:0     | 61 108 (1991) |
| Sacramento Surge   | Orlando Thunder    | 21:17    | 43 135 (1992) |
| Frankfurt Galaxy   | Amsterdam Admirals | 26:22    | 23 847 (1995) |
| Scottish Claymores | Frankfurt Galaxy   | 32:27    | 38 982 (1996) |
| Barcelona Dragons  | Rhein Fire         | 38:24    | 31 100 (1997) |
| Rhein Fire         | Frankfurt Galaxy   | 34:10    | 47 846 (1998) |
| Frankfurt Galaxy   | Barcelona Dragons  | 38:24    | 39 643 (1999) |
| Rhein Fire         | Scottish Claymores | 13:10    | 35 860 (2000) |
| Berlin Thunder     | Barcelona Dragons  | 21:17    | 32 116 (2001) |
| Berlin Thunder     | Rhein Fire         | 26:20    | 53 109 (2002) |
| Frankfurt Galaxy   | Rhein Fire         | 35:16    | 28 138 (2003) |
| Berlin Thunder     | Frankfurt Galaxy   | 30:24    | 35 413 (2004) |
| Amsterdam Admirals | Berlin Thunder     | 27:21    | 35 134 (2005) |
| Frankfurt Galaxy   | Amsterdam Admirals | 22:7     | 36 286 (2006) |
| Hamburg Sea Devils | Frankfurt Galaxy   | 37:28    | 48 125 (2007) |